# Борг (Луизијана)
Борг (енгл. Bourg) насељено је место без административног статуса у америчкој савезној држави Луизијана.

## Демографија
По попису из 2010. године број становника је 2.579.
| Група             | 2000.    | 2010.         |
| Белци             | 0 (0,0%) | 2.322 (90,0%) |
| Афроамериканци    | 0 (0,0%) | 13 (0,5%)     |
| Азијати           | 0 (0,0%) | 3 (0,1%)      |
| Хиспаноамериканци | 0 (0,0%) | 29 (1,1%)     |
| Укупно            | 0        | 2.579         |